# Dead Words Speak
Dead Words Speak è il secondo album in studio della one man band Doom Metal Doom:vs.

## Tracce
1. Half Light – 7:48
2. Dead Words Speak – 8:01
3. The Lachymal Sleep – 8:00
4. Upon The Cataract – 7:59
5. Leaden Winged Burden – 6:43
6. Threnode – 12:10

## Formazione
- Johan Ericson